# New York Town
New York Town is een Amerikaanse filmkomedie uit 1941 onder regie van Charles Vidor.

## Verhaal
Victor Ballard is een arme New Yorkse fotograaf, die een kamertje deelt met de Poolse schilder Stefan Janowski. Wanneer Victor een foto maakt van Alexandra Curtis, beseft hij dat zij wanhopig op zoek is naar een vriend die haar helpt te overleven in Manhattan. Victor tracht haar te koppelen aan een rijke man op Park Avenue. Als Alexandra per ongeluk kennismaakt met diens knappe zoon, wordt Victor tot zijn eigen verbazing jaloers.

## Rolverdeling
| Acteur          | Personage        |
| --------------- | ---------------- |
| Fred MacMurray  | Victor Ballard   |
| Mary Martin     | Alexandra Curtis |
| Akim Tamiroff   | Stefan Janowski  |
| Robert Preston  | Paul Bryson jr.  |
| Lynne Overman   | Sam              |
| Eric Blore      | Vivian           |
| Fuzzy Knight    | Gus Nelson       |
| Cecil Kellaway  | Gastheer         |
| Edward McNamara | Brody            |